# Phaeodesmus neglectus
Phaeodesmus neglectus är en mångfotingart som beskrevs av Carl Graf Attems 1934. Phaeodesmus neglectus ingår i släktet Phaeodesmus och familjen orangeridubbelfotingar. Inga underarter finns listade i Catalogue of Life.